# NGC 2569
NGC 2569 is een elliptisch sterrenstelsel in het sterrenbeeld Kreeft. Het hemelobject werd op 19 februari 1862 ontdekt door de Duits-Deense astronoom Heinrich Louis d'Arrest.

## Synoniemen
- MCG 4-20-35
- ZWG 119.67
- NPM1G +21.0178
- PGC 23442